# Matthäus Lang von Wellenburg

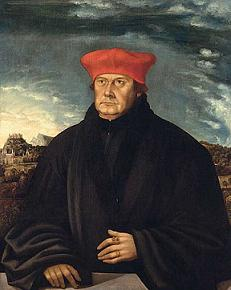
Porträt des Salzburger Erzbischofs Matthäus Kardinal Lang von Wellenburg:
Meister der Donauschule 1529
(Kunsthistorisches Museum Wien)

Matthäus Lang von Wellenburg (* 1468 in Augsburg als Matthäus Lang; † 30. März 1540 in Salzburg) war ein Salzburger Erzbischof und Kardinal sowie ein bedeutender Geistlicher der katholischen Kirche. Bekannt wurde er auch als fanatischer Verfolger evangelischer Christen, insbesondere der Täufer. Der bürgerliche Lang erwarb 1507 das Schloss Wellenburg und wurde nach seiner Erhebung in den Adelsstand Lang von Wellenburg genannt.
Kardinal Matthäus Lang von Wellenburg gehört zu den herausragenden Repräsentanten geistlicher und weltlicher Macht im Deutschen Reich der ersten Hälfte des 16. Jahrhunderts. Zunächst unter den engsten Beratern und bevorzugten Gesandten Kaiser Maximilians I. ein Diplomat von europäischer Geltung, der den Kardinalshut zweifach zurückzuweisen imstande war, dann als Erzbischof von Salzburg einer der ranghöchsten geistlichen Fürsten, zeichnete sich Matthäus Lang durch historisches Format, diplomatische 'Vernetzung' und durch eine Weltläufigkeit aus.

## Biografie
Matthäus Lang war eines von zwölf Kindern des Augsburger Goldschmieds Hans Lang und der Margareta Sulzer, Tochter des Ulrich Sulzer. Zu seinen Geschwistern gehörte der spätere Täufer Laux Lang.

### Studium
Lang studierte in Ingolstadt, wo er 1486 den Baccalaureus erwarb, sowie in Tübingen, wo er 1490 Magister wurde. Ab 1493 studierte er in Wien. Das juristische Lizenziat erlangte er 1494. Mit seiner Geliebten Sibilla Millerin hatte er zwischen 1490 und 1495 drei Söhne, von denen er Matthäus und Markus später auch legitimierte und in seinem Testament bedachte.

### Frühe Laufbahn und Koadjutor in Salzburg

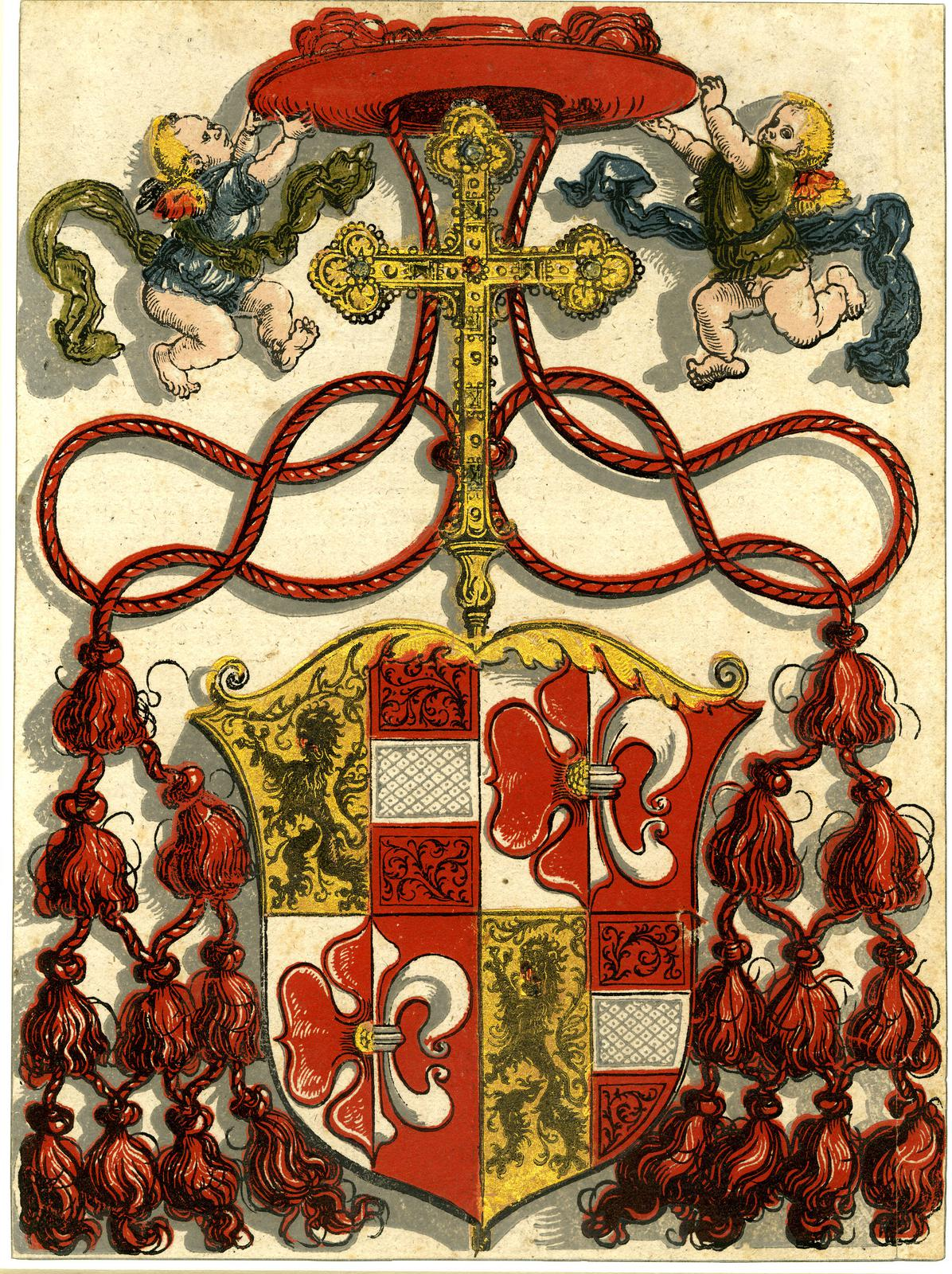
Kardinalswappen von Matthäus Lang (Buchillustration von 1520 heute im British Museum)

Ab 1494 war er Sekretär in der Kanzlei des Mainzer Erzbischofs und Reichserzkanzlers Berthold von Henneberg, 1498 wurde er dessen Kammersekretär und Domherr in Aschaffenburg. 1494 wurde er Sekretär im Dienst König Maximilians I. in Wien. Von dort aus konnte er sich bald umfangreiche Pfründen sichern, die ihm hohe Einnahmen bescherten. 1498 wurde er in den persönlichen Adelsstand erhoben. 1501 wurde er Erster Rat und damit enger Mitarbeiter Kaiser Maximilians. Dadurch wurde es ihm möglich, größere Geldsummen zu erwerben sowie zahlreiche Pfründen anzuhäufen
Von 1500 bis 1513 war er Pfarrherr der niederösterreichischen Doppelpfarre Gars-Eggenburg (in Eggenburg wohnte seine Schwester Regina von Haselpach) und Propst von Maria Wörth, bald auch Dompropst zu Eichstätt und Propst im Augsburger Domkapitel sowie im Domkapitel Konstanz. 1501 wurde er Erster Sekretär des Königs und mit wichtigen diplomatischen Missionen betraut. Am 5. Oktober 1505 wurde er Fürstbischof von Gurk (bis 1522), am 30. September 1510 Bischof im spanischen Cartagena.
Als wichtigster Diplomat des Kaisers vermittelte Matthäus Lang von Wellenburg 1508 die „Liga von Cambrai“. Außerdem konnte Lang Kaiser Maximilian 1512 zur Teilnahme am V. Lateranskonzil überreden. Als Langs erfolgreichste diplomatische Tat gilt sein Beitrag 1515 zum habsburgisch-jagiellonischen Heiratsvertrag von Wien. Durch die darin vereinbarte Doppelhochzeit zwischen den beiden Dynastien kamen 1526 Ungarn und Böhmen an das Haus Habsburg.
Als geschickter Diplomat erreichte Matthäus Lang bei Papst Julius II., bereits 1512 zum Koadjutor des Salzburger Fürsterzbischofs Leonhard von Keutschach mit dem Recht auf Nachfolge ernannt zu werden. Der Papst verbot dem Domkapitel zugleich, eine Neuwahl vorzunehmen. Langs Ernennung stärkte zwar den politischen Einfluss Leonhards, der anfangs gegen ihn gewesen war, doch kam es auch zu Konflikten. Denn Lang, der selbst das Hofleben eines Diplomaten führte, säkularisierte 1514 gegen den Willen Leonhards das Salzburger Domkapitel, das bis dahin – wie der tiefgläubige Erzbischof und frühere Augustiner-Prior selbst – nach der Augustiner-Chorherren-Regel lebte. Die Umwandlung von einem Augustiner-Chorherrenstift in ein weltliches Stift hatte gegenüber dem Kapitel zu den Wahlversprechen Langs gehört. Papst Leo X. erkannte am 8. Dezember 1514 die Säkularisation des Domkapitels an. In der Salzburger Chronik des Leonhard Tornator wird dies damit kommentiert, dass sich „die Domherren künftig leichter der Verschwendung und den gewohnten Skandalen hingeben würden, wovor sie sich bisher mit Rücksicht auf ihren Ordenshabit gescheut haben“. Man sollte aber nicht vergessen, dass Tornator ein Mann des Benediktinerstifts Sankt Peter war und sich in diesem Zitat auch die Animositäten zwischen diesen beiden kirchlichen Institutionen in Salzburg widerspiegeln.
Schon vor seiner Ernennung zum Koadjutor war Matthäus Lang am 10. März 1511 durch Papst Julius II. zum Kardinal in pectore ernannt worden, was jedoch erst im Konsistorium vom 24. November 1512 bekannt gemacht wurde. Der Papst ernannte ihn zum Kardinalpriester mit der Titelkirche pro hac vice (eigentlich eine Titeldiakonie) Sant’Angelo in Pescheria. Als Kardinal nahm er am Konklave 1534 teil, bei dem Papst Paul III. gewählt wurde. Lang wurde am 26. Februar 1535 zum Kardinalbischof von Albano erhoben.
Lang war mit dem in Wien lehrenden Astronomen Georg Tannstetter befreundet, der ihm mehrere, in den Jahren 1515 bis 1519 gedruckte Bücher widmete. Sie hatten einander vermutlich am Hof Maximilians kennengelernt, vielleicht wirkte ihre Herkunft aus derselben Region verbindend.

### Lang von Wellenburg als Fürsterzbischof von Salzburg

Matthäus Lang,
porträtiert von Albrecht Dürer (1522)

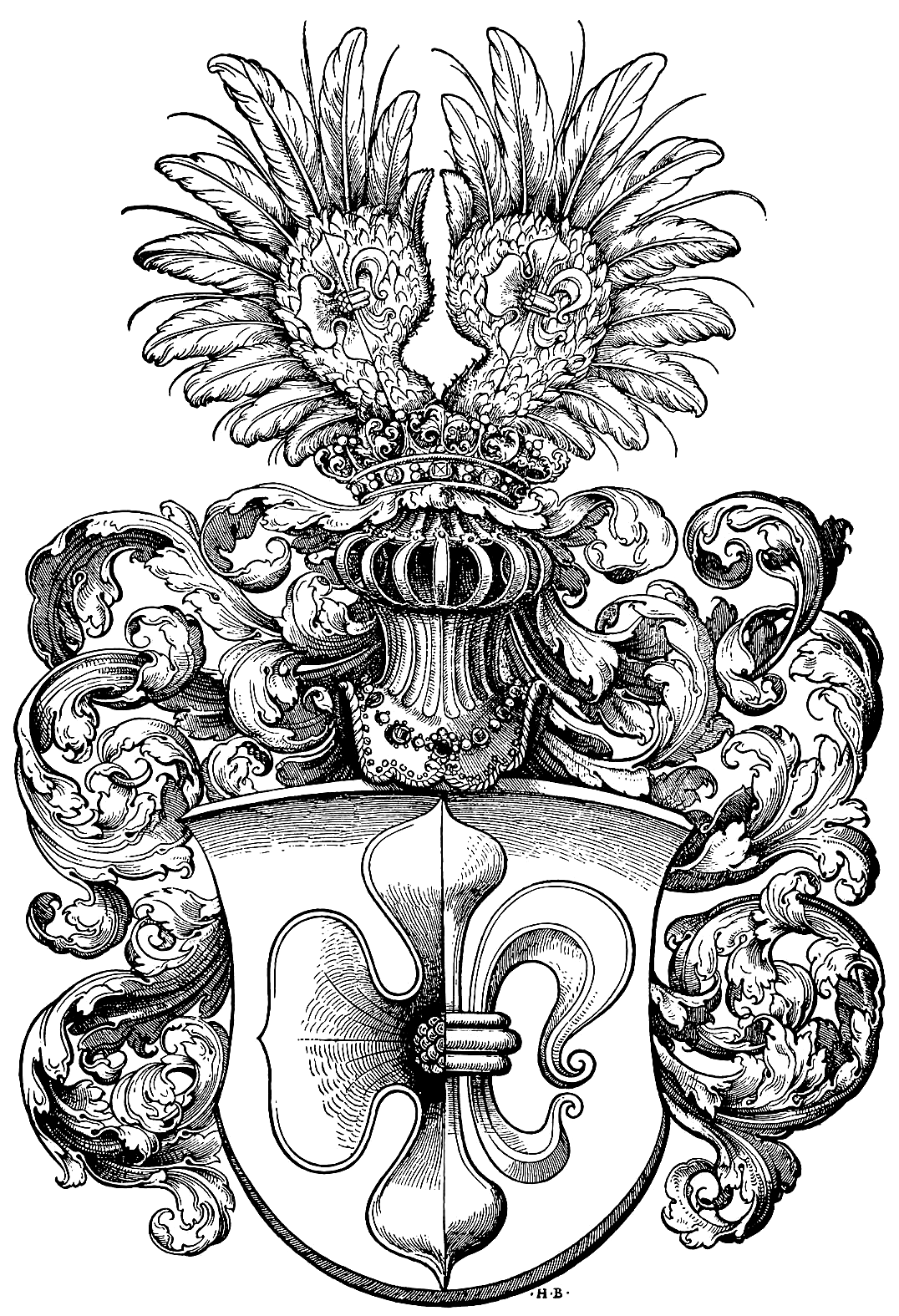
Wappen des Matthäus Lang (Holzschnitt 1510)

Nach Leonhards Tod wurde der Kardinal am 8. Juni 1519 Erzbischof von Salzburg. Trotz seiner zahlreichen kirchlichen Würden empfing der Kleriker Lang erst anlässlich seines Amtsantritts als Erzbischof von Salzburg am 24. September 1519 die Priesterweihe und am Tag darauf die Bischofsweihe durch Philipp von der Pfalz, Bischof von Freising; Mitkonsekratoren waren Berthold Pürstinger, Bischof von Chiemsee, und Leonhard Pewerl, Bischof von Lavant. Lang nahm 1519 entscheidenden Einfluss auf die Wahl von Karl V. zum römisch-deutschen König.
Als Fürsterzbischof von Salzburg konnte er sich 1523 im weitgehend unblutigen „Lateinischen Krieg“ gegen die auf ihren alten Rechten beharrende Stadt Salzburg durchsetzen. Die Bürger mussten auf alle geforderten Rechte verzichten, den Erzbischof als ihren Stadtherren vorbehaltlos anerkennen und die Kosten der Söldner tragen. 1524 erließ Lang eine Stadt- und Polizeyordnung, in der detailliert die Pflichten der Bürger festgelegt wurden. Im selben Jahr erschien die erste Waldordnung für Salzburg, die den enormen Holzbedarf des Bergbaus sicherstellen sollte.
1525 kam es zum Salzburger Bauernkrieg gegen den Landesherrn. Die Veste Hohenwerfen und die Stadt Hallein wurden von den Aufständischen nach dem Ausbruch der Feindseligkeiten im Mai 1525 besetzt, die Feste Hohensalzburg belagert. Am 31. August 1525 kam es zu einem Friedensvertrag mit den aufständischen Bauern, der aber von Lang sofort gebrochen wurde. Den seit dem Frühjahr 1526 vom Tiroler Bauernführer Michael Gaismair unterstützten aufständischen Salzburger Bauern, Gewerken und Knappen gelangen noch im Mai und Juni 1526 erfolgreiche Gefechte gegen mehrere heranrückende Heerhaufen des Schwäbischen Bundes. Schließlich wurden sie aber am 24. Juni in der Schlacht bei Radstadt durch den Schwäbischen Bund und die Bayernherzöge Wilhelm und Ludwig vernichtend geschlagen. Im Gegenzug war Matthäus Lang gezwungen, den Bayern und dem Schwäbischen Bund hohe Reparationszahlungen leisten.
Der Prunk und Pracht liebende Lang von Wellenburg wurde durch die Kriegsverwüstungen zur Sparsamkeit gezwungen. In den folgenden Jahren in Salzburg bemühte er sich um die Schaffung eines neuen Beamtenstaats und eine umfassende Landesgesetzgebung. Die bereits über mehrere Jahrhunderte laufenden Streitigkeiten über die staatsrechtliche Stellung der Salzburger Besitzungen in der Steiermark wurden durch den Rezess von Wien zugunsten der Habsburger als Herrscher der Steiermark entschieden, wobei die wirtschaftliche Stellung des Fürsterzbistums als Grundherr aber nicht geschmälert wurde.
Wie zu den Habsburgern pflegte Lang auch zu Rom gute Beziehungen. Im Jahr 1529 bekam er vom Papst den Ehrentitel eines „Primas Germaniae“ verliehen.
Bischof Lang von Wellenburg strebte die gewaltsame Unterdrückung der Reformation an, die sich in allen Teilen des Salzburger Landes rasch verbreitete. Er starb am 30. März 1540 in Salzburg.